# Polonia en los Juegos Olímpicos de Tokio 1964
Polonia estuvo representada en los Juegos Olímpicos de Tokio 1964 por un total de 140 deportistas que compitieron en 12 deportes.  
El portador de la bandera en la ceremonia de apertura fue el halterófilo Waldemar Baszanowski.

## Medallistas
El equipo olímpico polaco obtuvo las siguientes medallas:
| Nombre                                                                       | Deporte      | Competición             |
| ---------------------------------------------------------------------------- | ------------ | ----------------------- |
| Oro                                                                          |              |                         |
| Józef Szmidt                                                                 | Atletismo    | Triple salto M          |
| Teresa Ciepły Irena Kirszenstein Halina Górecka Ewa Kłobukowska              | Atletismo    | 4 × 100 m F             |
| Jozef Grudzien                                                               | Boxeo        | Ligero (60 kg) M        |
| Jerzy Kulej                                                                  | Boxeo        | Superligero (63,5 kg) M |
| Marian Kasprzyk                                                              | Boxeo        | Wélter (67 kg) M        |
| Egon Franke                                                                  | Esgrima      | Florete ind. M          |
| Waldemar Baszanowski                                                         | Halterofilia | 67,5 kg M               |
| Plata                                                                        |              |                         |
| Andrzej Zieliński Wiesław Maniak Marian Foik Marian Dudziak                  | Atletismo    | 4 × 100 m M             |
| Irena Kirszenstein                                                           | Atletismo    | 200 m F                 |
| Teresa Ciepły                                                                | Atletismo    | 80 m vallas F           |
| Irena Kirszenstein                                                           | Atletismo    | Salto de longitud F     |
| Artur Olech                                                                  | Boxeo        | Mosca (51 kg) M         |
| Witold Woyda Zbigniew Skrudlik Ryszard Parulski Egon Franke Janusz Różycki   | Esgrima      | Florete por eqs. M      |
| Bronce                                                                       |              |                         |
| Andrzej Badeński                                                             | Atletismo    | 400 m M                 |
| Ewa Kłobukowska                                                              | Atletismo    | 100 m F                 |
| Józef Grzesiak                                                               | Boxeo        | Superwélter (71 kg) M   |
| Tadeusz Walasek                                                              | Boxeo        | Medio (75 kg) M         |
| Zbigniew Pietrzykowski                                                       | Boxeo        | Semipesado (81 kg) M    |
| Emil Ochyra Jerzy Pawłowski Ryszard Zub Andrzej Piatkowski Wojciech Zabłocki | Esgrima      | Sable por eqs. M        |
| Mieczysław Nowak                                                             | Halterofilia | 60 kg M                 |
| Marian Zieliński                                                             | Halterofilia | 67,5 kg M               |
| Ireneusz Paliński                                                            | Halterofilia | 90 kg M                 |
| Equipo                                                                       | Voleibol     | Torneo F                |